# Vrachonisís Tragonísi
Vrachonisís Tragonísi är en ö i Grekland.   Den ligger i regionen Attika, i den sydöstra delen av landet, 50 km väster om huvudstaden Aten. Arean är 1,5 kvadratkilometer.
Terrängen på Vrachonisís Tragonísi är platt. Den sträcker sig 1,8 kilometer i nord-sydlig riktning, och 1,8 kilometer i öst-västlig riktning.